# NCK
NCK, sigle de Network Control Key est une fonction et un code de contrôle applicables aux terminaux d'un réseau de téléphonie mobile.
Ce code permet de déverrouiller un téléphone GSM ou UMTS vendu avec une carte SIM par un opérateur de téléphonie mobile, afin de pouvoir l'utiliser avec la carte SIM d'un autre opérateur. Cette opération est couramment appelée « désimlockage ».